# Loxocera fumipennis
Loxocera fumipennis är en tvåvingeart som beskrevs av Daniel William Coquillett 1901. Loxocera fumipennis ingår i släktet Loxocera och familjen rotflugor. Inga underarter finns listade i Catalogue of Life.